# Basilica di Santa Maria degli Angeli (Contursi Terme)
La chiesa di Santa Maria degli Angeli è il principale luogo di culto cattolico della città di Contursi Terme in provincia di Salerno.

## Storia
La sua prima edificazione, ancora oggi risulta ignota. Dopo lunghi studi, è affermabile che la prima edificazione della Chiesa possa risalire al IX secolo, epoca a cui risale la fondazione di Contursi.
La mancanza di documenti certificanti l'origine della Basilica di Santa Maria degli Angeli spesso ha consentito il diffondersi di leggende, supportate persino da fantasiose o irrazionali ipotesi, presto, fatte divenire realtà storiche dalla gente locale come più volte è capitato quando si è voluto legittimare o nobilitare l'incerto passato di Contursi.
Come detto, dopo i recenti studi da parte degli storici locali e no, si è appurato che l'edificio sacro possa risalire intorno all'840, cioè quando il conte Orso edificò il castello (ancora oggi esistente) e il Castrum (oggi denominato "Cittadella"), cuore del centro storico della città. Non è improbabile che egli stesso abbia edificato anche la chiesa. Sul finire di questo "Castrum", si trova un'accogliente piazzetta dominata dalla Basilica di Santa Maria degli Angeli.
Con la prima edificazione, la chiesa, di ridotte dimensioni rispetto a come la vediamo oggi, fu dedicata a Santa Maria. Era un oratorio ad aula con ingresso a sud-est e altare a sud-ovest.
Con lo scorrere del tempo, la popolazione contursana cresceva e perciò si capì che una piccola chiesa non poteva ospitare tutti i fedeli.
Nel corso dei secoli, dal 900 fino al 1400, l'allora comunità contursana, che contava circa duemila abitanti, fu molto devota a Santa Maria, la primaria patrona di Contursi, e ad alcuni santi orientali, come San Basilio e San Nicola, ma anche a San Giovanni Battista, a seguito dello jus-patronato sull'altare a lui dedicato, posto nella Chiesetta di Santa Maria.
Dopo alcuni secoli, nel 1511, si trattò di ampliare l'edificio, con buona preveggenza poiché la chiesa acquisì forme che sostanzialmente mantenne fino al 1965, ma la Chiesetta di Santa Maria già dal XIV secolo dovette subire lenti ma progressivi allargamenti, verso est e ovest per poter contenere diversi altari classificati "antichissimi" dall'arciprete Rossi. Oltre all'antico altare di San Giovanni Battista, eretto nel 1358, sono ricordati quello di Santa Maria ad Nives, della famiglia Pepe, di Santa Maria della famiglia Simeone, di Santa Maria della Spelonca della famiglia Parisi, di San Michele della famiglia Palmieri e di Santa Maria ad Martyres della famiglia Brusonio.
La chiesa dovette assumere il titolo di Santa Maria Maggiore poiché nel XVI secolo fu ingrandita per ospitare nuovi altari o cappelle.
Gli abitanti del paese, contribuirono con fede e devozione a ingrandire la loro chiesa, tanto che alcune famiglie diedero lo jus-patronato per i nuovi altari sorti nella nuova chiesa, che erano dedicati a Santi orientali, e precisamente: Santa Maria, Santa Sofia martire, Santa Caterina, Santa Maria della Scala, Santissimo Crocifisso e Santa Margherita.
Dopo il citato ampliamento del 1511, che ebbe il suo definitivo compimento tra il 1555, avvenne la messa in opera del portale e la costruzione del campanile nel 1559.
Il nuovo ingresso, datato appunto 1511, venne collocato al lato sud-est della chiesa, anch'esso mai rimodernato e tutt'oggi visibile.
Altro significativo ampliamento, si ebbe nel 1620, quando la chiesa fu dotata di abside, e ornata di angeli e varie decorazioni come emblemi e motti, in onore di Nostra Signora.
La statua della Madonna col Bambino, di oreficeria veneta, risalente al 1515, fu collocata nella nuova abside. La statua è ancora oggi conservata sull'altar maggiore e quindi visibile.
Si ha notizia, che un illustre e ricco contursano, l'avv. Vincenzo Arnone, commissionò un quadro a Luca Giordano, rappresentante la Madonna circondata da Angeli con San Donato, patrono di Contursi, adorante ai suoi piedi. La rilevante tela fu posta sull'altare maggiore e fu venduta dal monsignor Salvatore Siani nel 1965.
La maggior parte dei dipinti che ornavano gli altari e le cappelle, sono oggi conservati nel Santuario della Madonna di Contursi.
Il 13 dicembre 1637, venne consultato un organista di Napoli, Gian Domenico Riccio, per la costruzione e l'acquisto di un organo, da porre nella chiesa. Lo strumento musicale, aveva le seguenti caratteristiche: colore bianco, nove registri, tre armature di rinforzo in legno lavorate a intaglio, tre mantici, (ciascun mantice doveva avere larghezza di 42 cm e lunghezza di 126 cm) e due file di canne grosse piene e proporzionate.
Altri documenti, attestano l'esistenza del “Cappellone del Santissimp Rosario”. Era così chiamato, perché era la cappella più ampia della chiesa, e perché vi risiedeva l'Arciconfraternita del Santissimo Rosario. Oggi questa cappella è dedicata al Beato Mariano Arciero, poiché venera e custodisce le sue Santissime reliquie.
Inoltre, si parla di una cappella intitolata al Santissimo Corpo di Cristo. Doveva essere situata di rimpetto al vecchio ingresso della chiesa. Era abbastanza ampia ed era sede della Venerabile Arciconfraternita del Santissimo Corpo di Cristo (o Santissimo Sacramento). Come inciso sulla campana media, questa Confraternita esisteva già prima del 1643.
Nel 1729 l'abside della chiesa venne decorata da un affresco raffigurante il paradiso.
Nel 1933, la Chiesa venne ristrutturata e venne restaurato il coro, posteriore all'altare. Nella vecchia sagrestia, vi era un lavatoio in marmo con varie incisioni.
Nel battistero, nello stesso anno, venne restaurato il fonte battesimale raffigurante alla base il “fauno”, antica divinità pagana venerata a Contursi prima del periodo longobardo.
La Cappella del Santissimo Corpo di Cristo nel 1953 venne adibita a collegio e nel 1980, a causa del terremoto che la mise gravemente in pericolo, venne completamente smantellata e quindi demolita.
Nel 1965, la chiesa subì una radicale trasformazione, forse la più radicale della sua storia.
L'altare in marmo venne smontato e ricomposto nella Cappella del Rosario, attigua alla chiesa.
La nuova abside venne costruita nel lato opposto, di fronte alla vecchia.
Con il terremoto del 1980, la Basilica crollò completamente, lasciando solo il campanile e il portale laterale.
Il 23 settembre 2003 fu riaperta al culto la navata centrale, e si officiarono le celebrazioni.
Il 14 giugno 2010 fu riaperta per intero la ricostruita Basilica.

## Le Congregazioni
All'interno o in altri locali della chiesa, avevano sede diverse congregazioni.
- La Confraternita del Santissimo Rosario aveva sede nella Cappella con lo stesso titolo, oggi questa Cappella custodisce le reliquie del Beato Mariano Arciero.
- La Confraternita del Santissimo Sacramento e del Purgatorio aveva sede in una Chiesetta posta dirimpetto all'ingresso della Basilica.
- La Congrega delle Suore dell'Immacolata aveva sede nella Cripta della Basilica, oggi dedicata a San Donato.

## Architettura
La chiesa si presenta con facciata in stile contemporaneo e campanile in stile rinascimentale. L'interno, è prevalentemente in stile barocco, con influssi di stile romanico, di stile contemporaneo e neoclassico.

## La Cripta
La Cripta della chiesa di Contursi è dedicata al patrono della città, San Donato Martire. Era originariamente sede dell'Arciconfraternita delle suore dell'Immacolata.
Nessun documento o notizia ci permette di stabilire una data, anche approssimativa, della fine della Confraternita, quindi agli anni precedenti al 1920.
Si sa di certo che il locale fu restaurato nel 1950 e risanato dalle sepolture, per essere adibito a teatro parrocchiale.
Furono lì traslate le reliquie di San Donato dopo il sisma del 1980 e fu adibita a chiesa.
Oggi, ancora consacrata, contiene antichi reperti provenienti dalla vecchia Basilica di Santa Maria degli Angeli, come delle lapidi e altri oggetti.

## Il campanile
Sul lato sud della facciata si erge il campanile, con angolari in pietra facciavista, a pianta quadrata e costituito da quattro ordini di livello.
Ogni ordine della torre è riccamente decorato e negli angoli, base e cornice, ha grossi marmi lavorati. Vi si accede per gradinate in pietra, che portano fin sulla cella campanaria.
È alto circa 15 metri e nel primo livello vi è un ripostiglio con vari utensili.
Nell'ultimo livello, vi sono quattro campane.